# سیلان (برنامه‌نویسی)
سیلان یک زبان برنامه‌نویسی جدید و در دست ساخت است و انتظار می‌رود که اولین نسخه آن قبل از پایان سال ۲۰۱۲ منتشر گردد. ردهت سازنده آن است و تمامی کارهای مربوط به آن به صورت آزاد و متن باز منتشر می‌گردند.
کامپایلر سیلان دستورهای برنامه را به کد واسط جاوا تبدیل می‌کند و دستورهای خود آن هم به جاوا بی شباهت نیست. اما کدهای آن روان‌تر و قابل فهم‌تر هستند و از همین رو مستندسازی و پشتیبانی برنامه‌های نوشته شده ساده‌تر است.